# Mohan Raja
Pour les articles homonymes, voir Raja et Raja (homonymie).
Mohan Raja (aussi M. Raja), né le 15 janvier 1976 à Madurai, dans l'État indien du Tamil Nadu, est un réalisateur et scénariste indien.

## Biographie

### Liens familiaux
Mohan Raja est le frère de l'acteur Jayam Ravi.

## Filmographie partielle

### Au cinéma
- 2022 : Godfather

## Récompenses et distinctions
- 2016 : Filmfare Awards du meilleur réalisateur pour un film en tamoul pour Thani Oruvan (en)